# 橫穴式石室
橫穴式石室（日语：／ Yokoanashiki sekishitsu */?）是日本古墳時代後期的一種石室，由安放遺體的玄室和作為通路而建的羨道所組成，由於同時設有出入口，因此有別於豎穴式石室的單獨葬，橫穴式石室可用於合葬，入葬者也演變成社會各階層人士。日本最大的橫穴式石室位於奈良縣橿原市的丸山古墳，全長28.4米，玄室長8.3米，羨道長20.1米。

## 歷史

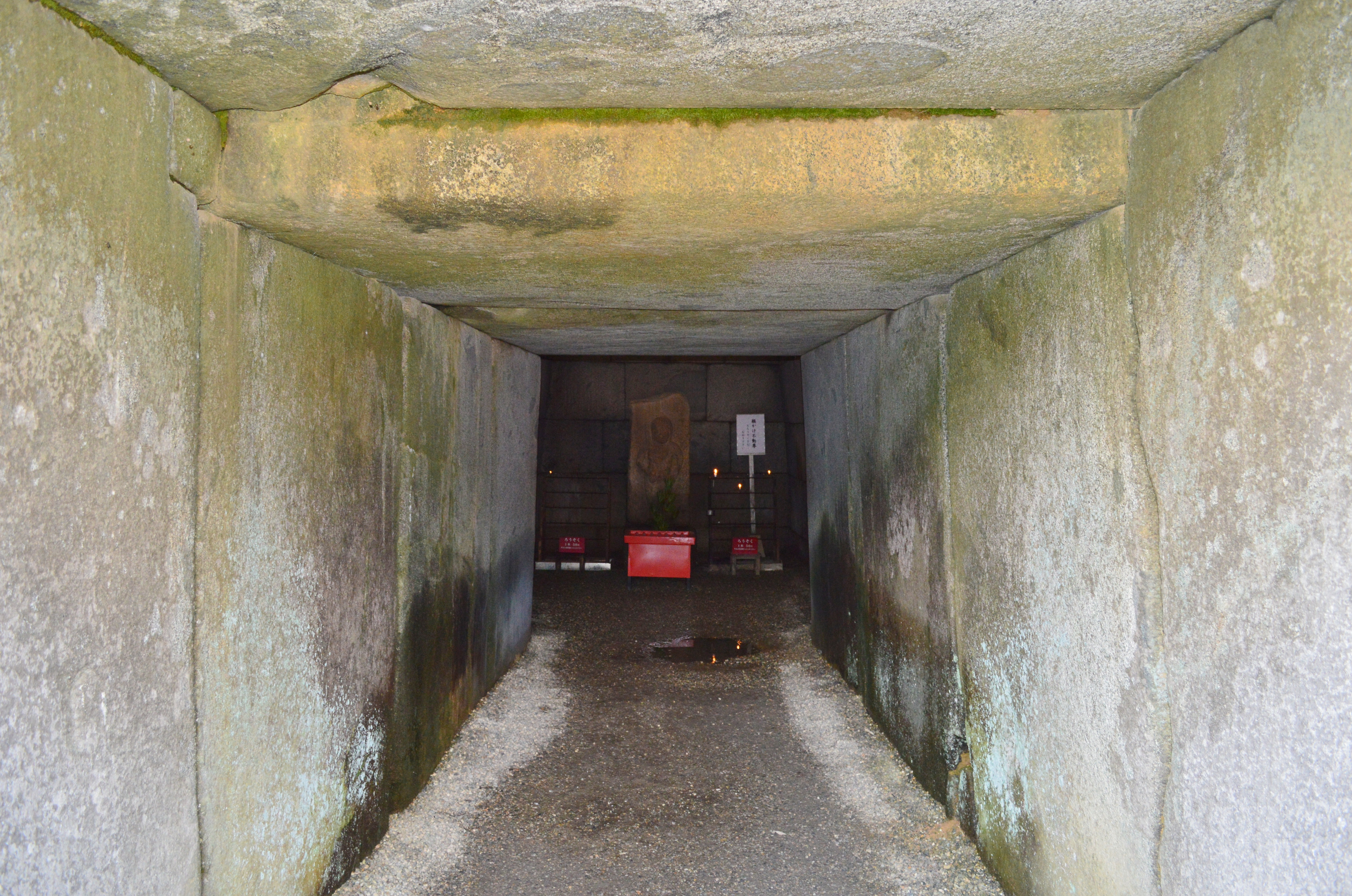
文殊院西古墳的橫穴式石室

橫穴式石室的出現源於建有墓道的中國大陸式墓室（漢墓），後來經朝鮮半島種高句麗和百濟等地傳至日本。在4世紀末於九州北部的玄界灘一帶開始出現一些後來稱為豎穴系橫口式石室的古墳，例如佐賀縣唐津市 的谷口古墳以及福岡縣福岡市的老司古墳，這是橫穴式石室的概念最早引入至日本的例子。5世紀中葉，橫穴式石室在九州北部和中部開始普及起來，後來也有極少數在吉備、畿內、紀伊和若狹等地出現，橫穴式石室在九州以外的西日本成為主流要去到6世紀之後，6世紀前半時延伸至中部地方和關東地方，6世紀後半再傳至東北地方。從結構上來看，玄室和羨道的寬度相同的稱為「無袖型」，玄室單邊較寬的稱為「片袖型」，兩邊同時較寬的稱為「兩袖型」，設計上來看主要分成前述的豎穴系橫口式石室、北部九州型石室、肥後型石室和畿內型石室等等，其中源於九州型石室的有地下式橫穴墓，橫穴墓本身也與橫穴式石室有密切的關係，部分橫穴式石室內有各式各樣的圖案，那些古墳則被稱為裝飾古墳。
一般的橫穴式石室只有一處玄室，不過按不同地區和時期，有些古墳內會建有多處玄室，這種情況位於深處的墓室稱為奧室，較近的則稱為前室，棺木也分為屋型石棺、箱式石棺、陶棺和木棺等等，主要安置於玄室內，也有部分連羨道也安置了棺木，並且以石堆或板石來封閉出入口，有些橫穴式石室在羨道入口前還另建了墓道用作祭祀用途，出入口本身的方位雖然並不統一，不過大多朝南。早期的橫穴式石室跟豎穴式石室一樣位於墳丘的頂部，後來逐漸往下至底部。